# DKW SB 500

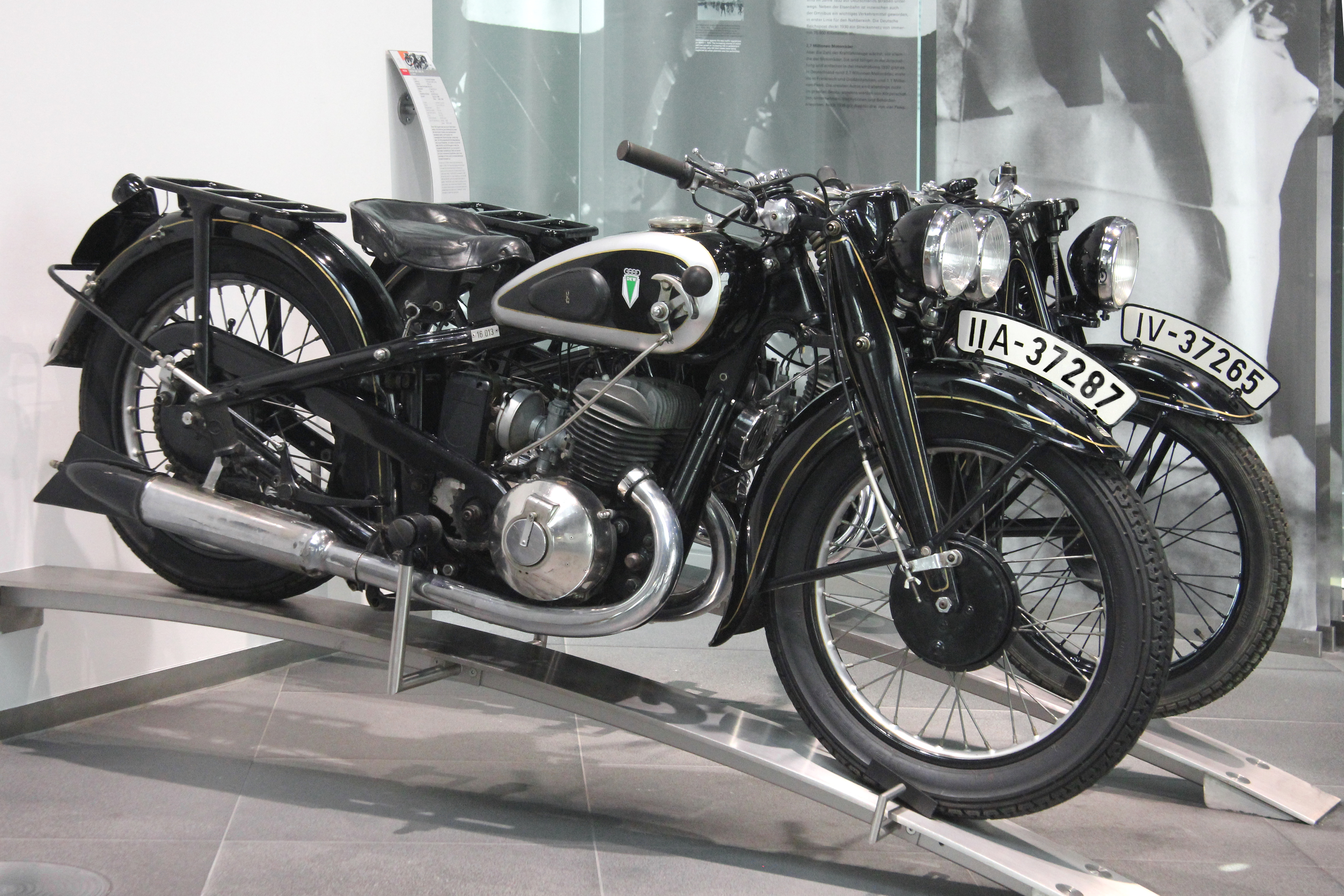
DKW SB 500 A im museum mobile

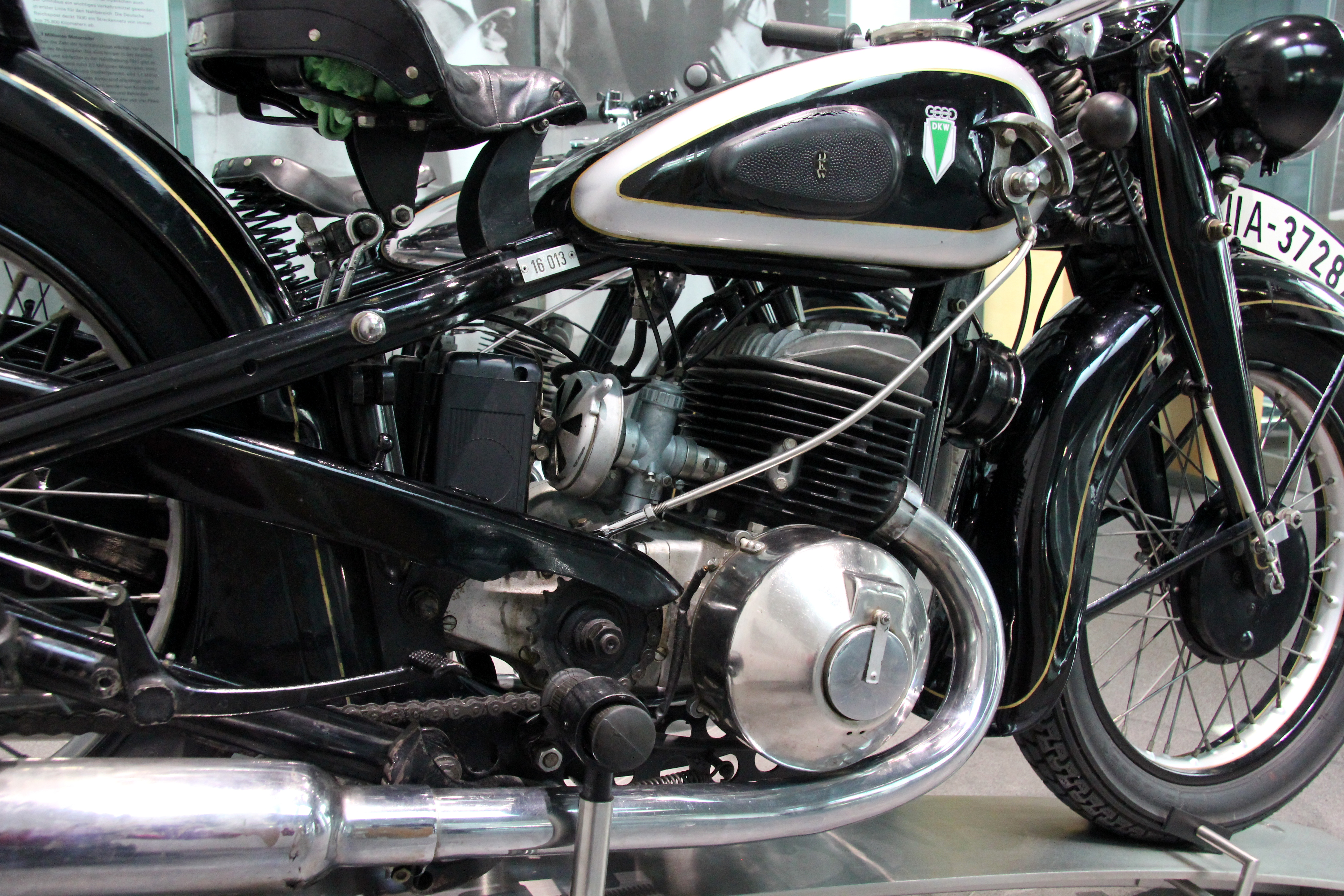
Motor der SB 500; Handschaltung am Tank

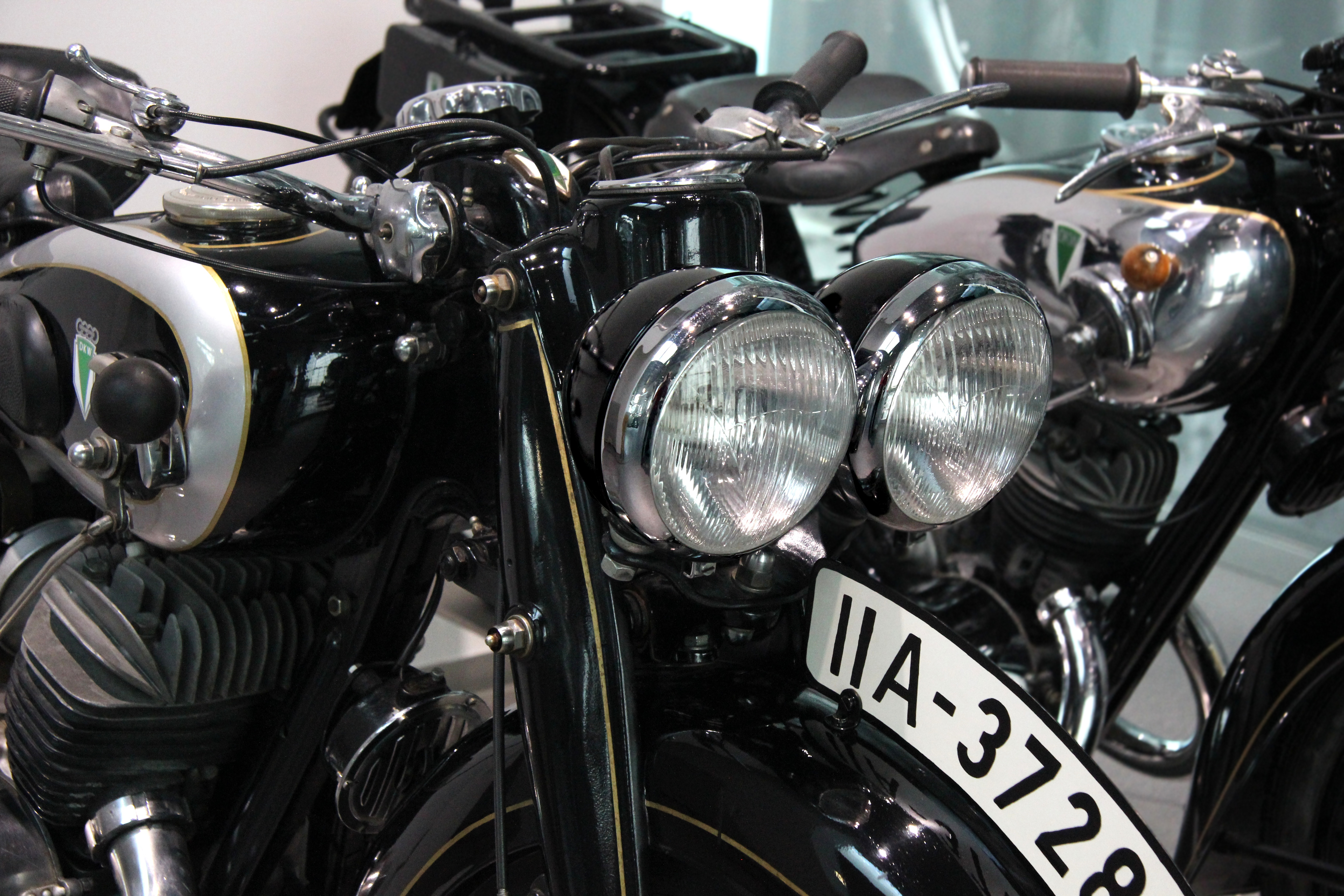
Doppelscheinwerfer der SB 500 A

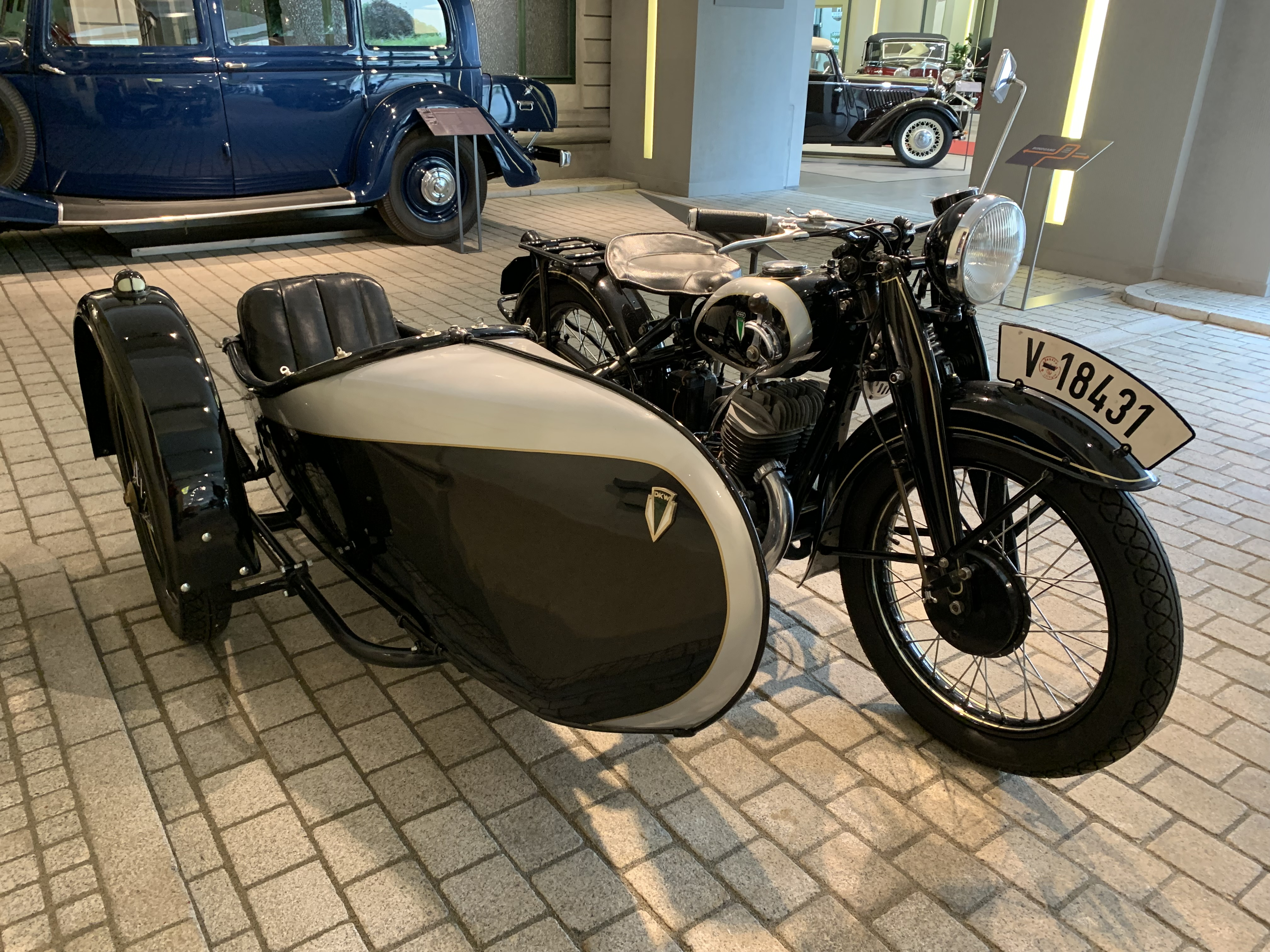
SB 500 mit Stoye-Beiwagen

Die DKW SB 500 ist ein Motorrad, das die Auto Union AG von 1934 bis 1939 im DKW-Stammwerk in Zschopau baute. Sie ist das stärkste Modell der 1934 eingeführten, fünf Hubraumklassen umfassenden SB-Reihe, die mit der SB 500 endete. Eine im November 1935 gebaute SB 500 in Luxusausführung war das 300.000. DKW-Motorrad. Eine am 6. Februar 1939 gebaute SB 500 war das 500.000. DKW-Motorrad. Die Jubiläumsmaschine wurde vom Weltrekordfahrer Walfried Winkler in Betrieb genommen.

## Technik

### Motor und Getriebe
Die DKW SB 500 hat einen Zweizylinder-Zweitaktmotor mit der für die Auto Union AG lizenzierten Schnürle-Umkehrspülung, einer Technik zur Verringerung des hohen Kraftstoffverbrauchs von Zweitaktmotoren. Der Verbrauch sank um etwa 40 % gegenüber herkömmlichen Konstruktionen und rückte in den Bereich der damaligen Viertaktmotoren. Der Motor hat einen Hubraum von 494 cm³ (Bohrung und Hub 68 mm) und leistet 15 PS bei 4000/min. Die Zündverstellung ist automatisch. In der Werbung hieß es: „Die überlegene Leistung der DKW-Zweizylindertypen, ihr unheimlich rascher Anzug, ihre stete Startbereitschaft und nicht zuletzt die tausendfach bestätigte erstaunliche Wirtschaftlichkeit haben ja mehr als 10.000 verkaufte DKW-Frontwagen des Jahres 1933 hinlänglich bewiesen. Es war naheliegend, diesen DKW-Spezial-Zweizylindermotor mit 500 ccm auch als Antriebsmaschine für ein Motorrad zu benutzen.“ Die Luxusversion der SB 500 hat einen elektrischen Anlasser (Dynastartanlage) statt eines Kickstarters. Eine Besonderheit war der Antriebsstoßdämpfer zum ruckfreien Anfahren und Schalten.
Die Kraft wird über Zahnräder vom Motor zu einem handgeschalteten Dreiganggetriebe übertragen (Primärtrieb). Das Getriebe ist mit dem Motor in einem gemeinsamen Gehäuse verblockt. Der Schalthebel wird in einer Kulisse rechts am Tank geführt. Gegen einen Aufpreis von 25,00 RM war ab Februar 1939 eine zusätzliche Fußschaltung erhältlich, ebenfalls auf der rechten Seite.

### Rahmen und Fahrwerk
Es gibt zwei Versionen; von der ersten mit kurzem Rahmen wurden bis 1936 rund 6.300, von der zweiten mit langem Rahmen rund 13.300 Stück gebaut. 
Der Rahmen ist ein Pressstahl-Profilrahmen mit Unterzug und Anschluss für einen Seitenwagen. Die Rahmenverbindungen sind verschraubt. Das Vorderrad wird in einer von DKW als „Spezialfedergabel“ genannten Parallelogrammgabel mit Schraubenfeder sowie Stoß- und Lenkungsdämpfer geführt. Das Hinterrad ist nicht gefedert. In beide Drahtspeichenräder sind Halbnaben-Trommelbremsen eingebaut. Die vordere Bremse wird mit Handhebel und Seilzug, die hintere Bremse mit Fußhebel und Stange betätigt. Die Bremsen können jeweils mit einer Flügelmutter eingestellt werden. Zur weiteren Ausstattung gehören der 1929 bei DKW eingeführte Satteltank, ein „während der Fahrt einstellbarer Schwingsattel mit Sportkante“, ein zu beleuchtendes Armaturenbrett mit Tachometer, verstellbare Fußrasten, aufklappbarer hinterer Kotflügel und in der Luxusausführung Doppelscheinwerfer.

## Technische Daten
| DKW SB 500            | DKW SB 500 |
| --------------------- | --- |
| Baujahre              | 1934–1939 |
| Motor                 | fahrtwindgekühlter Reihen-Zweizylinder-Zweitakt-Ottomotor, 180° Kurbelversatz, Leichtmetallzylinderkopf abnehmbar, Kickstarter (Dynastartanlage) |
| Steuerung             | Schlitzsteuerung |
| Ladungswechsel        | Umkehrspülung mit Flachkolben |
| Bohrung × Hub         | 68 × 68 mm |
| Hubraum               | 494 cm³ |
| Verdichtung           | 5,7 : 1 |
| Nennleistung          | 15 PS (11 kW) bei 4000/min |
| Gemischaufbereitung   | Amal-Vergasser |
| Schmierung            | Zweitaktgemisch 1 : 20–25 |
| Zündung               | Batteriezündung, kontaktgesteuert |
| Lichtmaschine         | 6 V – 100 (120) W |
| Bordspannung          | 6 V |
| Kupplung              | Zweischeibenkupplung |
| Getriebe              | 3-Gang-Wechselgetriebe, klauengeschaltet, handbetätigt                                                                                           |
| Endantrieb            | Einfach-Rollenkette mit Schutzblech |
| Rahmen                | Pressstahlrahmen |
| Maße (L × B × H)      | lange Version: 2125 × 820 × 950 mm |
| Radstand              | kurze Version: 1340 mm; lange Version: 1385 mm                                                                                                   |
| Sitzhöhe              | 675 mm |
| Radaufhängung vorn    | Parallelogrammgabel mit Schraubenfeder, Stoß- und Lenkungsdämpfer                                                                                |
| Radaufhängung hinten  | Starrrahmen |
| Felgengröße vorn      | Drahtspeichenrad, 19″ |
| Felgengröße hinten    | Drahtspeichenrad, 19″ |
| Bereifung vorn        | 3,25–19″ |
| Bereifung hinten      | 3,25–19″ |
| Bremse vorn           | Innenbacken-Trommelbremse (Halbnabe), handbetätigt                                                                                               |
| Bremse hinten         | Innenbacken-Trommelbremse (Halbnabe), fußbetätigt                                                                                                |
| Gewicht auf Vorderrad | 77 kg (85 kg) |
| Gewicht auf Hinterrad | 88 kg (95 kg) |
| Leergewicht           | 165 kg (180 kg) |
| Tankinhalt            | 13 Liter |
| Höchstgeschwindigkeit | 120 km/h |
| Preis (1939)          | 1.020 RM(entspricht heute ungefähr 5.300 EUR) |

Die Angaben in Klammern stehen für das Luxusmodells bzw. die SB 500 A.

## Sonderanfertigung
Im September 1938 wurde eine Sonderanfertigung der SB 500 mit farbiger Lackierung und weißen Kotflügeln an den irakischen König Ghazi I. geliefert. Den zum Teil vergoldeten Tank zierte eine Krone.